# KSK Bandy
Katrineholms SK Bandyklubb, senare KSK Bandy, var en bandyklubb från Katrineholm i Södermanlands län, från början bandysektion i sportklubben Katrineholms SK, grundad den 5 januari 1919. Den 1 juli 1998 blev Katrineholms SK en alliansförening. Klubben blev svenska mästare tre gånger på herrsidan, 1969, 1970 och 1972, och två gånger på damsidan, 1974 och 1975. Klubbens hemmaarena var Backavallen. Flera berömda spelare spelade för klubben, bland annat bröderna Henry och Eddy Fransson, Hans och Stig Carpman, Kjell Österberg, målvakten Tommy Axelsson, Bo "Oball" Larsson, Jesper Bryngelsson, Misja Pasjkin, samt storskytten Håkan Ohlsson.

## Historia
Katrineholms SK (KSK), som länge spelat i högsta serien, slog igenom stort 1969 då man gick igenom slutspelet med idel segrar, bland annat över regerande mästaren IK Sirius samt slog övertygande rutinerade Brobergs IF i finalen med 5-1 efter 4-0 i halvtid. Katrineholmarna gjorde sig kända och fruktade genom sin snabba anfallsbandy, à la "sibiriska vinthundar". Utöver SM-segrarna spelade KSK final även 1974. Laget blev seriesegrare 1969, 1971, 1972 samt 1974–1976. Deltog i slutspel alla år på 1970-talet utom 1978. Katrineholm SK var 1970-talets främsta klubb i svensk bandy.
Därefter hade KSK svårare att göra sig gällande. Herrlaget åkte upp och ner mellan högsta divisionen och andra divisionen. Säsongerna 2004/2005 och 2005/2006 spelade herrlaget i Allsvenskan, då Sveriges högsta division, igen, vilken man föll ur under säsongen 2005/2006. 
På klubbens årsmöte den 23 maj 2007 sade KSK Bandy ja till samgående med Värmbol-Katrineholm BK från den 1 juli 2007, vilket därmed genomfördes eftersom Värmbol-Katrineholm BK på sitt årsmöte dagen därpå också godkände förslaget. Den 26 juni 2007 antogs namnet Katrineholm Värmbol BS för den nya klubben.